# El botín
El botín (Loot en su idioma original; también traducida como ¡A saco!) es una obra de teatro del dramaturgo británico Joe Orton, estrenada en 1965.

## Argumento
La obra se centra en las peripecias de dos jóvenes ladrones: Hal y Dennis. Ambos se aprestan a robar un banco cercano a la funeraria en la que trabaja Dennis, tras lo cual regresan a casa de Hal para esconder el botín. La madre de Hal acaba de morir, y el dinero es escondido es su ataúd, al tiempo que el cadáver debe ir siendo transportado de habitación en habitación. Las cosas se complican con la llegada del Inspector Truscott, al que la pareja de delincuentes trata de mantener alejada del asunto, ayudados por la enfermera McMahon y ante la desesperación del padre de Hal, el Sr. McLeavy.

## Montajes
Estrenada en Cambridge el 1 de febrero de 1965, contó en el elenco con Geraldine McEwan, Kenneth Williams, Duncan Macrae y Ian McShane y fue dirigida por Peter Wood.
Un año después se monta en el Jeanette Cochrane Theatre de Londres, con Gerry Duggan como McLeavy, Sheila Ballantine como Fay, Kenneth Cranham como Hal, Simon Ward como Dennis y Michael Bates como Inspector Truscott.
El estreno en Alemania tuvo lugar en 1966, en el Deutsches Schauspielhaus de Hamburgo, bajo el título de Beute y con dirección de Hansgünther Heyme.
En 1968 pasa a Broadway, representádose en el Biltmore Theatre, con dirección de Derek Goldby e interpretación de Kenneth Cranham (Hal), James Hunter (Dennis), Liam Redmond (McLeavy), George Rose (Truscott) y Carole Shelley (Fay).
Titulada Il Malloppo en Italia, donde se estrenó en 1972, bajo dirección de Sandro Sequi e interpretada por M. Scaccia, Edoardo Sala y Gianna Giachetti.
Un nuevo montaje londinense tuvo lugar en 1975 en el Royal Court Theatre, que fue dirigido por Albert Finney e interpretado por Arthur O'Sullivan, Jill Bennett, David Troughton, James Aubrey , Philip Stone y Michael O'Hagan.
La versión francesa data de 1981, estrenándose ese año en el Théâtre de Poche Montparnasse de París, como Le Butin, dirigida por Étienne Bierry e interpretada por Hubert Deschamps, Catherine Rich, Étienne Bierry y Frédéric Witta.
La obra se estrenó en el Teatro Martín de Madrid en 1984, con dirección de Domingo Lo Giudice e interpretación de Miguel Nieto, Kiti Manver, Carlos Hipólito, Mariano Buendía, Juan Guitart y Jorge Amich.
La reposición de 1984 en el  Lyric Theatre de Londres tuvo luagr el fallecimiento de uno de los actores, Leonard Rossiter, cuando aguardaba para salir al escenario.
Representada por segunda vez en Nueva York en 1986, dirigida por John Tillinger e interpretada por Kevin Bacon (Dennis) (remplazado posteriormente por Alec Baldwin en el que fue su debut en Broadway), Željko Ivanek (Hal), Zoë Wanamaker (Fay), Charles Keating (McLeavy).
Repuesta en Madrid, en 1997, en esta ocasión en el Teatro Reina Victoria, con Jaime Blanch, Lola Baldrich, Tomás Gayo, Julio Escalada, Ana Goya y Francisco Piquer, dirigidos por Jesús Cracio.
De nuevo en París en 2006, en este caso con puesta en escena de Marion Bierry y un cartel integrado por Jacques Boudet, Olivier Chauvel, Marie-Anne Chazel, Benoît Giros, Christian Pereira y Yann Tregouet.
Una nueva versión en español data de 2010, con el título de ¡A saco! se montó sobre el escenario del Teatro Arenal de Madrid, con dirección de Miguel Hermoso e interpretación de Isabel Pintor, Ángel Jodrá, Javier Ambrossi y Francesc Tormos.

## Versiones
Existe una película del mismo título, dirigida en 1970 por Silvio Narizzano e interpretada por Richard Attenborough, Lee Remick, Hywel Bennett, Milo O'Shea, Roy Holder.